# 小林淳一 (地方公務員)
小林 淳一（こばやし じゅんいち、1951年 - ）は、日本の地方公務員。島根県副知事、同県信用保証協会会長、同県社会福祉協議会会長などを歴任。

## 人物・経歴
安来市出身。県外の大学に進み、民間企業に就職するつもりだったが県庁に進路を転換。島根県地方課長、同農林水産部長、同商工労働部長を経て、2012年 (平成24年) 3月 前任の松尾秀孝に代わり島根県副知事。副知事退任後は島根県信用保証協会会長、しまね産業振興財団評議員、県社会福祉協議会会長、島根県立産業交流会館理事長を歴任。

## 栄典
2021年、秋の叙勲で瑞宝中綬章を受章。